# Ибраев, Саматбек Кулукеевич
Ибраев Саматбек Кулукеевич (род. 25 февраля, Араванский район, Ошская область — политический деятель Кыргызстана, депутат Жогорку Кенеша Кыргызской Республики. Президент Международного фонда «Саякбай Манасчы». 

## Биография
Ибраев Саматбек Кулуевич родился 25 февраля 1965 года в селе Кичи-Жаргылчак Жети-Огузский района Иссык-кульской области Киргизской ССР.

### Образование
В 1989 году окончил с отличием Фрунзенский политехнический институт (ФПИ) по специальности «инженер-строитель».
С 2015 по 2018 год учился на юридическом факультете Киргизского национального университета имени Жусупа Баласагына.

### Трудовая деятельность
- 1990—1992 гг. — работал преподавателем кафедры ФПИ
- 1995—1996 гг. — работал в Республиканском студенческом штабе начальником отдела.
- 1996—2000 гг. — директор по строительству ОсОО «Имарат-сервис».
- 2000—2007 гг. — генеральный директор ОсОО «Промсталь».
- 2007—2015 гг. — работал генеральным директором ОсОО «Строймир».
- В январе 2015 года по списку Социал-демократической партии Кыргызстана избран депутатом Жогорку Кенеша Кыргызской Республики V созыва[8]. Член Комитета Жогорку Кенеша по транспорту, коммуникациям, архитектуре и строительству.
- В 2015 году назначен президентом Федерации фехтования.
- Начиная с 2015 года является президентом Международного Фонда «Саякбай манасчы» и осуществляет деятельность по популяризации эпоса «Манас».
- В 2017 году назначен вице-президентом Федерации Тайцзи-цюань.
- с 13 апреля 2017 года руководитель Аппарата Жогорку Кенеша Кыргызской Республики
- С апреля 2020 года — депутат Жогорку Кенеша Кыргызской Республики VI созыва. Член Комитета Жогорку Кенеша по  правопорядку, борьбе с преступностью и противодействию коррупции.

### Награды
- В 2011 году за вклад в развитие социально-экономического, интеллектуального и духовного потенциала республики награжден Почётной грамотой Кыргызской Республики.
- В 2011 году за гражданскую позицию в оказании гуманитарной помощи жителям южного региона, пострадавшим в апрельских событиях 2010 года, награждён Почетной грамотой Министерством по делам молодежи Кыргызской Республики.
- В 2012 году за участие в ликвидации чрезвычайной ситуации награжден Почётной грамотой и медалью Министерства Чрезвычайных ситуаций Кыргызской Республики.
- В 2014 году награжден Почётной грамотой Государственного Агентства архитектуры, строительства и жилищно-коммунального хозяйства при Правительстве Кыргызской Республики.
- В 2015 году присвоено звание «Почётный гражданин» Жети-Огузского района.
- В 2015 году присвоен  классный чин Государственный Советник III класса
- В 2016 году присвоено звание «Почётный гражданин» Иссык-Кульской области.
- В 2016 году награжден Почётной грамотой Жогорку Кенеша Кыргызской Республики.
- В 2016 году награжден Почётной грамотой Бишкекского городского кенеша.
- В 2016 году награжден знаком Отличник образования Кыргызской Республики.
- В 2016 году – генеральный продюсер кинолент “Саякбай XX века», «Сулайман-Тоо», «Уламыштар».
- Именные часы от имени Премьера-министра Кыргызской Республики (2 декабря 2016 года) — в знак признания особых заслуг и вклад в развитие и пропаганду национальной культуры[9].
- В 2017 году награжден Почётной грамотой Представительства Правительства Кыргызской Республики в Нарынской области.
- В 2017 году присвоено звание «Почётный гражданин» Ат-Башинского района.
- В 2017 году награжден Почётной грамотой Правительства Кыргызской Республики.
- В 2017 году награжден нагрудным знаком “Отличник киноиндустрии”.
- В 2018 году награжден медалью “Данк” Кыргызской Республики.
- В 2018 году Государственным агентством по делам молодежи, физкультуры и спорта при Правительстве Кыргызской Республики присвоено звание “Отличник спорта”.
- Юбилейная медаль «МПА СНГ. 25 лет» (12 апреля 2018 года) — за заслуги в деле развития и укрепления парламентаризма, за вклад в развитие и совершенствование правовых основ функционирования Содружества Независимых Государств, укрепление международных связей и межпарламентского сотрудничества[10].
- В 2020 году награжден нагрудным знаком “Отличник министерства Юстиции”.

### Личная жизнь
Женат, отец троих детей.